# Margherita Hack
 (juin 2013).
Si vous disposez d'ouvrages ou d'articles de référence ou si vous connaissez des sites web de qualité traitant du thème abordé ici, merci de compléter l'article en donnant les références utiles à sa vérifiabilité et en les liant à la section « Notes et références ».
Pour les articles homonymes, voir Hack (homonymie).
Margherita Hack (prononcé : [marɡeˈriːta ak] née le 12 juin 1922 à Florence, et morte le 29 juin 2013 à Trieste) est une astronome, astrophysicienne, enseignante et vulgarisatrice scientifique italienne. Elle dirige l'observatoire astronomique de Trieste, en Italie, de 1964 à 1987, tout en faisant partie de l'Université de Trieste de 1964 à 1992. Aussi connue en Italie sous le surnom « signora delle stelle » (dame des étoiles), elle obtient le prix littéraire Galilée pour la vulgarisation scientifique (Premio letterario Galileo per la divulgazione scientifica) en 2009.
L'astéroïde (8558) Hack, découvert en 1995, a été baptisé en son honneur.

## Biographie

### Jeunesse et formation
Margherita Hack naît le 15 juin 1922 à Florence, en Italie,,. Elle est fille unique. Ses parents sont Maria Luisa Poggesi (1887-1960) et Roberto Hack (1889-1971). Sa mère a un diplôme d'enseignement et de l'Académie des Beaux-Arts (elle est miniaturiste à la Galerie des Offices), tandis que son père est comptable et s'est fait une culture scientifique solide en autodidacte. À partir de 1929, Roberto Hack (d'origine suisse et protestant) et Maria Luisa Poggesi (catholique) adhèrent à la Società Teosofica Italiana (société théosophique italienne). Ils ne partagent pas cette philosophie avec leur fille, mais cela a quelque influence et Margherita devient végétarienne.
Margherita Hack, après avoir appris à lire seule, entre à six ans en deuxième année d'école élémentaire. Elle effectue ses études au lycée classique Galilée de Florence, avec une coupure de deux ans durant laquelle elle est affectée d'office au lycée Machiavel, puis termine le lycée — sans avoir passé les examens du baccalauréat (esame di maturità, en Italie), qui sont annulés cette année-là à cause de l'entrée du pays dans la Seconde Guerre mondiale (10 juin 1940).
En Italie, le contexte politique est celui des débuts du fascisme au pouvoir. Le Parti national fasciste est fondé en 1921 par Benito Mussolini ; ce dernier est nommé chef du gouvernement en octobre 1922 et, à partir de 1924 puis avec les lois fascistissimes de 1925-1926, le pays passe d'une monarchie parlementaire à un régime autoritariste. En 1935, la Société des Nations prend des sanctions contre l'Italie qui a attaqué l’Éthiopie : bien qu'antifascistes, les parents de Margherita Hack font don d'or à leur pays. La jeune fille, elle, verra son antifascisme mûrir réellement à la suite des lois raciales fascistes de septembre 1938.
Après la lycée, Margherita Hack entre à la faculté de lettres de l'université de Florence, mais elle change rapidement d'orientation et se dirige vers la faculté de physique.
Margherita Hack aime le sport, joue au basketball, puis fait, à partir de 1940, de l'athlétisme au sein de la société Giglio Rosso, avec pour guide l'ancienne championne de saut à la perche Danilo Innocenti. Elle devient en mai 1941 championne de saut en hauteur et de saut en longueur lors des championnats nationaux universitaires. Elle se reprochera sa vie durant d'avoir dû prêter allégeance au fascisme pour pouvoir y participer.
Durant l'année universitaire 1942-1943, elle suit son premier cours d'astronomie, auprès de Giorgio Abetti et de son assistant Mario Gerolamo Fracastoro. En 1944, sur le conseil de ce dernier, elle oriente sa thèse sur les Céphéides, un type d'étoiles variables, ce qui inaugure ses travaux de spectroscopie stellaire. Elle obtient le 15 janvier 1945 une maîtrise en physique avec une thèse en astrophysique sur les Céphéides, réalisée à Florence à l'observatoire d'Arcetri.

### Carrière
Margherita Hack est une astrophysicienne, une académicienne et une vulgarisatrice scientifique,.

#### Première partie de carrière
Après ses études, elle continue ses recherches scientifiques à l'observatoire d'Arcetri,. Elle écrit et publie dans les Memorie della Società Astronomica Italiana (Mémoires de la Société astronomique italienne) l'article de recherche résumant les résultats de sa thèse. Après avril 1945 et la fin de la guerre, elle enseigne les mathématiques et la géométrie à l'Institut d'optique de Florence. Ayant réussi à obtenir une bourse d'études supérieures, elle continue ses études à l'observatoire d'Arcetri. En juin 1947, elle entre au siège milanais de l'entreprise Ducati pour y faire de l'optique auprès de l'ancien directeur de l'Institut d'optique de Florence, Vasco Ronchi ; elle et son époux emménagent dans la ville. L'année suivante, Margherita Hack devient assistante responsable dans la faculté de physique florentine à la place de Mario Gerolamo Fracastoro, qui est devenu astronome. Elle réussit le concours de professeur adjoint d'astronomie en 1950.
À partir de la fin des années 1940, Margherita Hack commence à s'intéresser aux étoiles de type Be, dont le spectre comporte des raies d'émission, contrairement aux étoiles de type B. Fin 1952, elle travaille six mois au très réputé Institut d'astrophysique de Paris, en France : elle s'y consacre à un projet concernant la classification des spectres stellaires, avec l'astronome Daniel Chalogne. En 1954, Margherita Hack devient professeure à l'Université de Florence, après avoir réussi un examen ; elle est aussi, à sa demande, mutée à l'observatoire astronomique de Merate, qui dépend de celui de Brera à Milan. Elle rédige l'ouvrage Corso di Fisica Stellare (Cours de physique stellaire). Dès 1955, ayant obtenu une nouvelle bourse d'études, elle gagne l'observatoire astronomique d'Utrecht, aux Pays-Bas, où elle travaille sur la structure des atmosphères stellaires avec l'astronome Marcel Minnaert. La même année, elle se rend à l'assemblée de l'Union astronomique internationale, qui se tient à Dublin, en Irlande, et devient membre de cette association. Cet évènement lui permet de rencontrer l'astronome Otto Struve, avec lequel elle travaillera à l'université de Berkeley, en Californie, à partir de la fin de l'année 1955 ou du début de l'année 1956. Dans cet État américain, elle rencontre de nombreux astrophysiciens renommés, dont Walter Baade ou Margareth et Geoffrey Burbidge. Margherita Hack travaille alors à Berkeley et à Merate, alternativement, et visite plusieurs autres observatoires. À l'observatoire de Leyde, aux Pays-Bas, elle rencontre notamment l'important astronome Jan Oort. Puis, invitée par Giampiero Puppi, elle donne en 1960 un cours accéléré d'astrophysique et de radioastronomie à l'Université de Bologne ; elle donne des cours à l'Université de Bari en 1961, puis à Ankara, en Turquie, en 1962. Elle travaillera durant plusieurs années avec des collègues turcs. En 1962 également, elle travaille de nouveau avec Otto Struve, mais à l'université de Princeton, sur un ouvrage commun commencé quelques années plus tôt : Stellar Spectroscopy — elle terminera celui-ci en 1963, peu après la mort de son coauteur.

#### Professeure et directrice de l'observatoire astronomique de Trieste
Elle devient, à 42 ans, la première femme dirigeant l'observatoire astronomique de Trieste — et première femme à diriger un observatoire astronomique dans ce pays —, en 1964, avant de devenir une figure scientifique connue dans le monde entier, notamment pour la modernisation de ce laboratoire devenu international et pour ses travaux concernant la spectroscopie des étoiles et la radioastronomie. Elle dirigera l'observatoire astronomique de Trieste durant 23 ans, jusqu'en 1987.

#### Retraitée, mais vulgarisatrice scientifique
Elle prend sa retraite en 1987, mais poursuit notamment ses engagements en faveur de la vulgarisation scientifique et sur d'autres sujets.

### Engagements
Durant la Seconde Guerre mondiale, elle est opposée au Régime fasciste.
En plus de ses travaux scientifiques, elle est aussi connue pour ses nombreux engagements, dont le féminisme, les droits civils, les droits des personnes homosexuelles, la légalisation de l'avortement, la protection des animaux et l'euthanasie.

### Vie privée
En février 1944, elle épouse Aldo De Rosa, un ami d'enfance devenu professeur de littérature,. Ils s'étaient rencontrés durant l'été 1933 et étaient devenue des amis proches mais le déménagement de la famille d'Aldo les avait fait se perdre de vue jusqu'en 1943. Bien qu'athée, la jeune femme accepte un mariage religieux pour faire plaisir à sa belle-famille. Le couple est très lié et Aldo De Rosa, bien qu'atteint de tuberculose, accompagnera Margherita De Rosa dans ses déplacements.
À partir de 1933, Margherita Hack possède un animal, un chien nommé Leo ; elle aura plus tard des chats et les animaux resteront pour elle des compagnons importants.

### Mort
Margherita Hack meurt le 29 juin 2013 à Trieste, en Italie,,.

## Activité scientifique
Elle est professeur d'astronomie à temps plein à l'université de Trieste de 1964 au premier novembre 1992, année où elle a été placée « hors rôle » pour ancienneté. Puis elle est devenue professeur émérite à partir de 1998. Elle a dirigé l'observatoire astronomique de Trieste de 1964 à 1987, le portant ainsi à une renommée internationale. Membre des plus prestigieuses sociétés physiques et astronomiques, Margherita Hack est aussi directrice du département d'astronomie de l'université de Trieste de 1985 à 1991 et de 1994 à 1997. Elle est membre de l'Académie nationale des Lyncéens. Elle a travaillé dans de nombreux observatoires américains et européens et a été pendant longtemps membre des groupes de travail de l'Agence spatiale européenne (ESA) et de la NASA américaine. En Italie, elle a obtenu que la communauté astronomique italienne élargisse son activité dans l'utilisation de plusieurs satellites en parvenant à un niveau de renommée internationale. Elle a publié de nombreux travaux sur des revues internationales et de nombreux livres soit populaires soit au niveau universitaire. En 1994, elle a reçu le prix Giuseppe Piazzi pour sa recherche scientifique. En 1995, elle reçoit le prix international Cortina Ulisse pour la vulgarisation scientifique. En 1978, Margherita Hack fonde la revue italienne bimensuelle L'Astronomia dont le premier numéro paraît en novembre 1979 ; par la suite, avec Corrado Lamberti, elle dirige la revue de vulgarisation scientifique et de culture astronomique Le stelle. En signe d'appréciation de son importante contribution, on a attribué son nom à un astéroïde (astéroïde 8558 Hack). Elle a obtenu le titre honorifique de citoyenneté des communes de Castelbellino de Medicina et de San Casciano in Val di Pesa.

## Activité sociale et politique

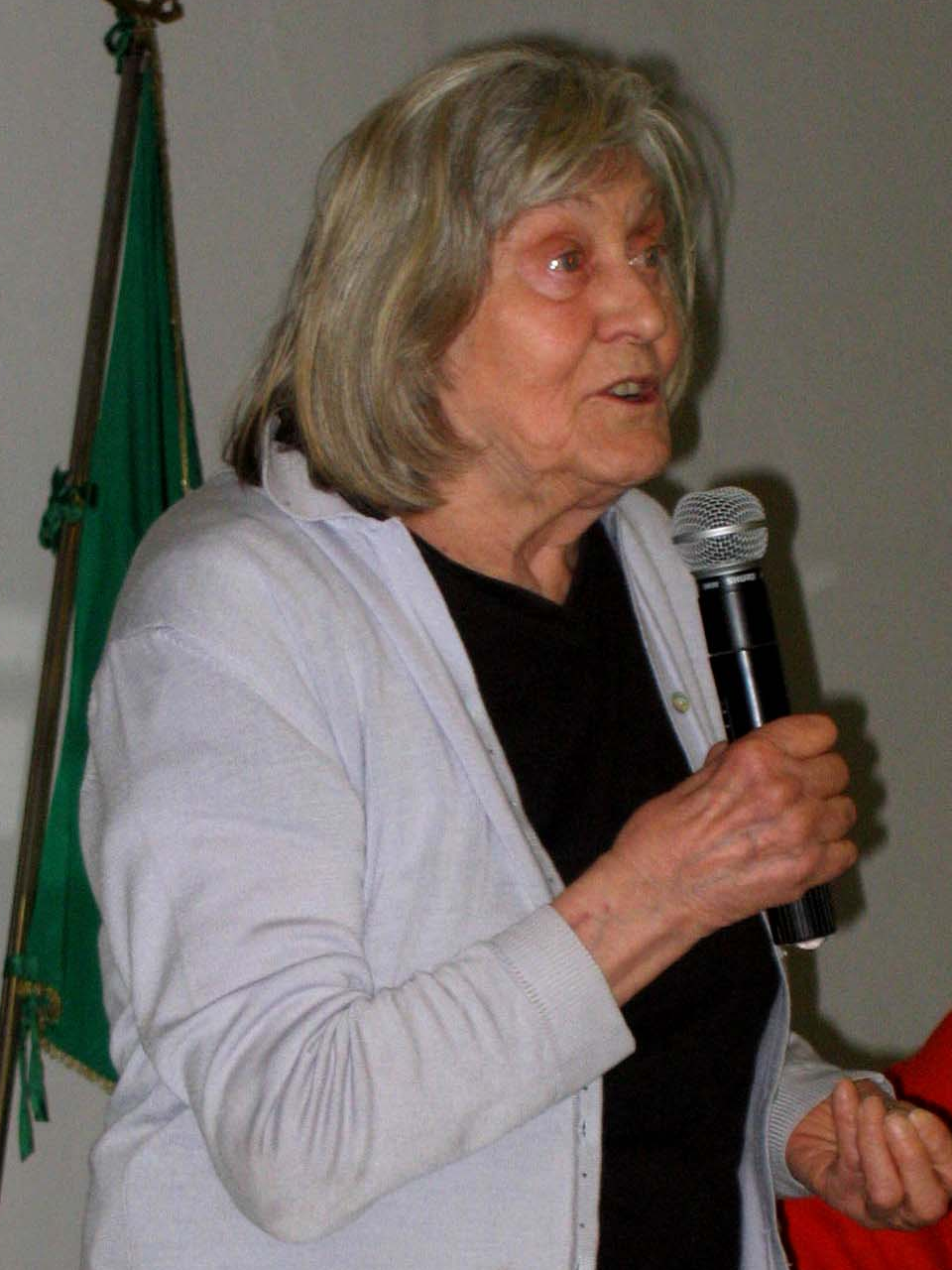
Margherita Hack lors d'une conférence de l'UAAR à Rome le 30 mars 2007.

Margherita Hack est aussi très connue pour ses activités sociales et politiques. Elle est athée, elle ne croit en aucune religion ou forme de surnaturel. Elle retient en outre que l'éthique ne dérive pas de la religion, mais de « principes de conscience » qui permettent à quiconque d'avoir une vision laïque de la vie, c'est-à-dire respectueuse de son prochain, de son individualité et de sa liberté. Défavorable à chaque forme de superstition, les pseudosciences comprises, elle est garante scientifique du CICAP depuis 1989, présidente d'honneur de l'Union des athées et des agnostiques rationalistes depuis 2002 ; elle est inscrite depuis 2005 à l'association Luca Coscioni, pour la liberté de recherche scientifique. Dans le passé, elle a été inscrite au Parti radical transnational. Elle a été candidate aux élections régionales de 2005, en Lombardie, sur la liste du Parti des communistes italiens en obtenant 5.634 votes dans la ville de Milan. Après son élection, elle a cédé sa place à Bebo Storti. Elle a de nouveau rejoint le Parti des communistes italiens pour les élections politiques de 2006 : candidate dans de nombreuses circonscriptions de la Chambre, elle a été élue mais elle a finalement renoncé au siège obtenu, pour continuer à se consacrer à l'astronomie. Margherita Hack estime que l'euthanasie est un droit, un moyen de soulager la peine d'un homme qui souffre. En 2011, elle souscrit son testament.
Le 22 octobre 2008, pendant une manifestation étudiante, sur la Piazza Signoria à Florence, elle a tenu un cours d'astrophysique avec une mention rapide sur les expériences réalisées au CERN sur le boson de Higgs, précédé d'une discussion contre la loi 133/08 (ex-décret-loi 112, renommé « décret Tremonti »). Le 21 mars 2009, le secrétaire du Parti des communistes italiens Olivero Diliberto a annoncé la candidature de Margherita Hack sur la liste anticapitaliste pour les élections européennes de juin. Dans cette circonstance, elle n'a pas été élue, parce que son parti n'a pas franchi le seuil des 4 % en tête de liste. Toutefois, il s'avère par la suite que la scientifique était aussi insérée dans la circonscription Nord-Ouest. Pendant les élections régionales de 2010, elle s'est présentée dans les rangs de la Fédération de la gauche et a été élue dans le Latium dans la circonscription de Rome, avec plus de 7 000 préférences. En 2009, dans une lettre ouverte dans la revue MicroMega, elle critique le président du conseil italien Silvio Berlusconi sur le bien-fondé des procédures judiciaires dans lesquelles il est impliqué et sa présupposée tentative pour les éviter.
C'est une animaliste convaincue et elle est végétarienne depuis qu'elle est enfant. En ce qui concerne la viande, elle a déclaré : « Je n'en mangerai jamais, parce qu'il me semble vraiment atroce de tuer des millions et des millions d'animaux... c'est une réelle hécatombe chaque jour sur la terre ».

### En faveur de la recherche sur le nucléaire
En ce qui concerne la question énergétique, Margherita Hack a déclaré être contre la construction de centrales nucléaires en Italie, mais pour la recherche sur le nucléaire, en expliquant que l'Italie actuelle n'est pas en mesure de maintenir des centrales et que l'Italie est un pays peu fiable. Margherita Hack soutient qu'il existe « une peur irrationnelle, même scientifique, sur l'énergie nucléaire », qui pourtant « polluerait beaucoup moins que l'énergie au pétrole, au méthane et au charbon, et à laquelle nous devrions de toute façon recourir ». Elle a même souligné l'importance de la recherche dans ce domaine et la nécessité de « développer au maximum les énergies » qui contribuent à satisfaire une partie des besoins énergétiques.

### En faveur de la reconnaissance des couples homosexuels
Le 12 août 2010, Margherita Hack est élue à Torre del Lago Puccini « personnage gay de l’année » pour son activité en faveur des droits civiques et de la reconnaissance juridique des couples homosexuels. Pour cette occasion, elle a déclaré que « de la part d'autres pays c'est certainement un signe de civilité. Nous, au contraire, nous sommes un pays en retard, qui ne sait pas ce qu'est le respect de la liberté. Le Vatican est sûrement un moyen de dissuasion qui influence la classe politique. Elle n'est pas libre et n'a pas le courage de réagir. Et si elle ne réagit pas cela signifie qu'elle est plus fanatique que l'Église et ne sait pas ce qu'est le respect de la liberté d'autrui ».

## Décoration
- Chevalier grand-croix de l'ordre du Mérite de la République italienne, 2012[4].

## Hommages
- Son nom a été donné à l'astéroïde (8558) Hack[9], découvert en 1995, ainsi qu'au cratère martien Hack[10].
- En Italie, elle est surnommée « signora delle stelle » (dame des étoiles)[3],[4].
- En juin 2021, l'entreprise Google lui consacre un de ses Google Doodles[4],[11].
- Une statue en son honneur doit être érigée à Milan, en Italie, en 2022[3].

## Œuvre écrite
Environ 400 publications scientifiques ont été effectuées par Margherita Hack, dans des revues scientifiques italiennes mais aussi internationales. Elle a également écrit plusieurs ouvrages de vulgarisation en astronomie.
Quelques ouvrages scientifiques majeurs :
- Esplorazioni radioastronomiche - Trattato teorico e pratico. Turin, Boringhieri, 1964.
- Modern Astrophysics. A memorial to Otto Struve, Paris-New York, 1967[5].
- Avec Otto Struve, Stellar Spectroscopy, vol. 1, Normal Stars, Trieste, 1969[5].
- Avec Otto Struve, Stellar Spectroscopy, vol. 2, Peculiar Stars, Trieste, 1970[5].
- Avec Constanze Ladous, Cataclysmic variables and related objects, NSA, SP-507, 2011[5].

Parmi ses dernières publications :
- L'universo violento della radioastronomia, Mondadori, Milan, 1983[5].
- L'universo alle soglie del 2000. Dalle particelle alle galassie, Rizzoli, Milan, 1992[5].
- Dalle particelle alle Galassie, Rizzoli, 1992.
- Avec C. Ladous, Pier Luigi Selvelli, H. Duerbeck, M. Friedjung, A. Bianchini, R. Viotti, Cataclysmic Variables and Related Objects.
- Avec A. Braccesi et G. Caprara, Alla scoperta del sistema solare Mondadori, Milan, 1993.
- Una vita tra le stelle, Di Renzo Editore, Rome, 1995, puis 2005[5].
- L'Universo alle soglie del terzo millennio, Rizzoli, 1997.
- Sette variazioni sul cielo, Raffaele Cortina, 1999.
- L'amica delle stelle. Storia di una vita, Biblioteca Universale Rizzoli (BUR), Milan, 2000[6] (ou 1998[5]).
- Avec Gino Ditadi, Etica, biodiversità, biotecnologie, emergenze ambientali, Trisonomia, 2002.
- Storia dell'astronomia. Dalle origini al duemila e oltre, Edizioni dell'Altana, 2002.
- Avec Pippo Battaglia, Walter Ferreri, Origine e fine dell'universo, Utet libreria, 2004.
- Vi racconto l'astronomia, Laterza, 2004 (ISBN 978-88-420-7432-8) (ou 2007[5]).
- Dove nascono le stelle. Dalla vita ai quark: un viaggio a ritroso alle origini dell'universo, Milan, 2004[5], puis 2008[5].
- Idee per diventare astrofisico - osservare le stelle per spiegare l'universo (i misteri della scienza a cura di Lisa Vozza), Zanichelli, 2005.
- Avec Simona Cerrato, L'universo di Margherita ; illustrations de Grazia Nidasio, Editoriale Scienza, Trieste, 2006[5],[6].
- Avec Pippo Battaglia, L'idea del tempo, Utet Libreria, 2006.
- Avec Bianca Pauluzzi, Il mio zoo sotto le stelle, Di Renzo Editore, Rome, 2007[5].
- Qualcosa di inaspettato, Laterza, 2007 (ISBN 9788842084785) (ou 2005[5]).
- Avec Eda Gjergo, en collaboration avec Arnoldo Mosca Mondadori, Così parlano le stelle - L'Universo spiegato ai ragazzi, Sperling & Kupfer, 2007.  (ISBN 978-88-6061-226-7)
- Che cos'è l'universo?, avec CD audio, Luca Sossella Editore, Rome, 2008.
- Le mie favole. Da Pinocchio a Harry Potter (passando per Berlusconi), Edizioni dell'Altana, Rome, 2008 (ou 2009[5]).
- Dal sistema solare ai confini dell'Universo, Liguori (it), Naples, 2009.
- Libera scienza in libero Stato, Rizzoli, Milan, 2010 (ISBN 978-88-17-03836-2)[12],[5],[6].
- Diario di un incontro, Zikkurat Edizioni&Lab, 2010.
- Margherita Hack et Viviano Domenici, Notte di stelle, Sperling & Kupfer, 2010.
- Perché le stelle non ci cadono in testa? E tante altre domande sull'astronomia?? Editoriale Scienza, 2010.
- Il mio infinito. Dio, la vita e l'universo nelle riflessioni di una scienzata atea, Dalai Editore, Milan, 2011[5].
- Margherita Hack et Gianluca Ranzini, Tutto comincia dalle stelle, Sperling & Kupfer, 2011.
- La mia vita in bicicletta, Ediciclo Editore, Milan, 2011[5].
- Hack! Come vedo io il mondo, Sienne, 2012[5].
- Avec Federico Taddia, Nove vite come i gatti. I miei primi novant'anni laici e ribelli, Milan, 2012[5].

Œuvres traduites en français
- Ce ciel qui nous entoure, [« Universo, pianetti, stelle e galassie »], traduction et adaptation de Henri Montocchio, Paris/Bruxelles/Lugano, Atlas/Érasme/Transalpines, 1978, 92 p. (BNF 36598814)
- Le Grand Livre de l'astronomie, [« Il Libro dell'astronomia »], dir., adapt. Geneviève de Temmerman et Yves de Bouard, Paris, Éditions des deux coqs d’or, coll. « Tout en couleurs », 1987, 317 p.  (ISBN 2-7192-1303-9)
- Le Système solaire, [« Alla scoperta del sistema solare »], avec Alessandro Braccesi et Giovanni Caprara, Paris, Éditions Gründ, 2001, 264 p.  (ISBN 2-7000-1904-0)
- L’Infini et Nous. Dieu, la vie et l'Univers vus par une scientifique athée, [« Il mio infinito »], trad. de Geneviève Cattan, Paris, Éditions Robert Laffont, 2013, 219 p.  (ISBN 978-2-221-12955-5)